# Der Syndikalist
Der Syndikalist es un periódico publicado por la "Freie Arbeiter-Union Deutschlands" (FAUD). Su predecesor era “Die Einigkeit”, el periódico de la “Freie Vereinigung deutscher Gewerkschaften” (FVDG), que fue prohibido al inicio de la Primera Guerra Mundial. En diciembre de 1918, tras la Revolución de Noviembre alemana, el primer número de "Der Syndikalist" aparece con cuatro páginas.

## Autores
La redacción estaba en Berlín y se distribuía en Alemania y muchos países, con colaboraciones de por ejemplo Alexander Berkman (Rusia), B. Traven (México), Emma Goldman (EE. UU./Rusia), Alexander Schapiro (Rusia), Taiji Yamaga (Japón), Max Baginski (EE. UU.), Max Nettlau (Austria), Fritz Oerter, Theodor Plivier, Helmut Rüdiger, Karl Dingler, Helene Stöcker, Heinrich Vogeler, Rudolf Rocker, Augustin Souchy, Fritz Kater, Erich Mühsam, Hertha Barwich y Franz Barwich, Karl Roche, o Milly Witkop-Rocker.

## Ediciones y membretes
Después de unos años, “Der Syndikalist” aparecerá con ocho páginas, de ellas cuatro dedicadas a la cultura y el feminismo. Las otras páginas se repartían en internacionales y noticias de los grupos locales. La edición era de 120.000 ejemplares al inicio de la década de 1920, porque "Der Syndikalist" era un periódico solamente para los miembros de la FAUD.

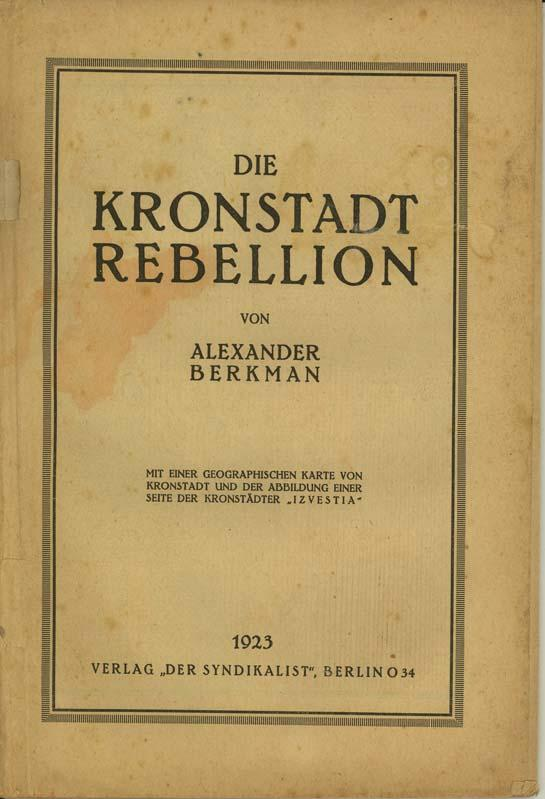
Libro de Alexander Berkman sobre la rebelión de Kronstadt, publicado por Der Syndikalist

Hasta 1932 la edición era de más o menos 10.000 – 50.000 ejemplares con una tendencia decreciente. Había suplementos para las mujeres, "Der Frauenbund", los jóvenes, "Die junge Menschheit", y los campesinos, "Frei das Land".

## Notificaciones internacional y prohibiciones
Durante la República de Weimar, en 1932, "Der Syndikalist" fue prohibido y cambió su nombre por "Arbeiterecho", que también fue prohibido en 1933. Por eso, naturalmente muchas notificaciones eran sobre las dictaturas en Rusia, Italia, Japón o USA (Sacco/Vanzetti). Su contenido era elegante, detallado y bastante investigado en contra de lo regímenes totalitarios de derecha y de izquierda.

## Periódicos sucesores desde 1945
Después de la Segunda Guerra Mundial, la "Föderation Freiheitlicher Sozialisten" (FFS) producirá dos periódicos: "Die Internationale" y "Die freie Gesellschaft" hasta 1953, periódicos muy importantes para el movimiento obrero mundial. Desde 1977 la organización anarcosindicalista "Freie Arbeiterinnen- und Arbeiter-Union" (FAU) ha publicado "Direkte Aktion" (DA). 
Para historiadores del anarcosindicalismo, "Der Syndikalist" es uno de los más importantes títulos para la investigación de fuentes.